# Рандолф (Міннесота)
Рандолф (англ. Randolph) — місто (англ. city) в США, в окрузі Дакота штату Міннесота. Населення — 466 осіб (2020).

## Географія
Рандолф розташований за координатами 44°31′31″ пн. ш. 93°1′10″ зх. д. / 44.52528° пн. ш. 93.01944° зх. д. (44.525156, -93.019333).  За даними Бюро перепису населення США в 2010 році місто мало площу 2,66 км², з яких 2,48 км² — суходіл та 0,18 км² — водойми.

## Демографія
Згідно з переписом 2010 року, у місті мешкало 436 осіб у 168 домогосподарствах у складі 118 родин. Густота населення становила 164 особи/км².  Було 177 помешкань (67/км²).
Расовий склад населення:
| - 98,4 % — білих - 0,2 % — азіатів |

До двох чи більше рас належало 1,4 %. Частка іспаномовних становила 1,8 % від усіх жителів.
За віковим діапазоном населення розподілялося таким чином: 27,5 % — особи молодші 18 років, 64,7 % — особи у віці 18—64 років, 7,8 % — особи у віці 65 років та старші. Медіана віку мешканця становила 36,0 року. На 100 осіб жіночої статі у місті припадало 104,7 чоловіків;  на 100 жінок у віці від 18 років та старших — 103,9 чоловіків також старших 18 років.
Середній дохід на одне домашнє господарство  становив 69 472 долари США (медіана — 67 321), а середній дохід на одну сім'ю — 75 039 доларів (медіана — 76 667). Медіана доходів становила 45 694 долари для чоловіків та 34 125 доларів для жінок. За межею бідності перебувало 8,3 % осіб, у тому числі 8,2 % дітей у віці до 18 років та 2,9 % осіб у віці 65 років та старших.
Цивільне працевлаштоване населення становило 238 осіб. Основні галузі зайнятості: освіта, охорона здоров'я та соціальна допомога — 17,2 %, виробництво — 13,9 %, роздрібна торгівля — 12,6 %.